# Eosentomon rafalskii
Eosentomon rafalskii är en urinsektsart som beskrevs av Andrzej Szeptycki 1985. Eosentomon rafalskii ingår i släktet Eosentomon och familjen trakétrevfotingar. Inga underarter finns listade i Catalogue of Life.